# الجرائب (خنفر)

تعديل مصدري - تعديل

الجرائب هي إحدى قرى عزلة جعار بمديرية خنفر التابعة لمحافظة أبين، بلغ تعداد سكانها 202 نسمة حسب تعداد اليمن لعام 2004.